# Olive Gray
Olive Gray, née Olive Grant le 3 décembre 1994,, est une personnalité de la télévision britannique, interprète de Mia Stone dans la série télévisée pour enfants Half Moon Investigations (en).

## Jeunesse
Gray est l'aîné des juges et chanteurs de la Fame Academy, David (en) et Carrie Grant. Gray a trois frères et sœurs, Tylan (en), Arlo, et Nathan. Gray reçoit un diagnostic de TDAH à l'adolescence, en plus de souffrir de dyspraxie et de dyslexie tandis que ses frères et sœurs ont également des difficultés d'apprentissage. Gray étudie à la Queenswood School, dans le Hertfordshire, puis étudie l'art dramatique à la Guildhall School of Music and Drama et en ressort avec son diplôme en 2016.
Gray s'identifie comme non binaire et queer et utilise le they singulier,.

## Carrière
En 2005, Gray fait sa première apparition dans la série télévisée populaire The Story of Tracy Beaker (en) dans le rôle d'Alice. En 2007 et 2008, Gray apparaît EastEnders dans le rôle de Bernadette Logan, une fille qui intimide Abi Branning (Lorna Fitzgerald (en)) puis obtient, en 2009, un rôle important en incarnant Mia Stone dans la série télévisée Half Moon Investigations (en). En 2016, Grant joue une pratiquante de yoga dans Fleabag de la BBC puis apparaît dans un épisode de la sitcom Uncle en 2017 dans le rôle d'Anna. En 2022, Gray interprète le personnage de Miranda Keyes dans la série Paramount+ Halo en 2022. En juin 2023, Olive Grant joue le rôle de Molly dans la nouvelle pièce Spy for Spy aux côtés d'Amy Lennox (en) aux Riverside Studios.

## Filmographie

### Films
| Année | Titre             | Rôle  | Remarques     |
| ----- | ----------------- | ----- | ------------- |
| 2018  | Teen Spirit       | Lisa  |               |
| 2020  | Sulphur and White | Zara  |               |
| 2020  | Double Tape       |       | Court métrage |
| 2020  | Rose              | ambre |               |

### Télévision
| Année        | Titre                          | Rôle                     | Remarques                   |
| ------------ | ------------------------------ | ------------------------ | --------------------------- |
| 2006         | The Story of Tracy Beaker (en) | Alice                    | 11 épisodes                 |
| 2007-08      | EastEnders                     | Bernadette               | Rôle récurrent ; 8 épisodes |
| 2009         | Half Moon Investigations (en)  | Mia Pierre               | 13 épisodes                 |
| 2016         | Fleabag                        | Pratiquante de yoga #2   | 1 épisode                   |
| 2017         | Uncle                          | Anna                     | 1 épisode                   |
| 2017         | Year Million (en)              | Jesse                    | 5 épisodes                  |
| 2018         | Home from Home (en)            | Pétra Dillon             | 6 épisodes                  |
| 2018-2020    | Save Me                        | la grâce                 | 7 épisodes                  |
| 2019         | Sex Education                  | Kate                     | 1 épisode                   |
| 2019         | Pure                           | Hélène                   | 2 épisodes                  |
| 2019         | Dark Money (en)                | Jess Mensah              | 4 épisodes                  |
| 2022-présent | Halo                           | Commandant Miranda Keyes | 9 épisodes                  |

### Théâtre
| Année | Titre       | Rôle  | Théâtre           |
| ----- | ----------- | ----- | ----------------- |
| 2023  | Spy for Spy | Molly | Riverside Studios |